# Acryptophagus
Acryptophagus é um género de coleópteros da família Erotylidae.